# Královský rodinný řád krále Haakona VII.
Královský rodinný řád krále Haakona VII. (norsky Kong Haakon VIIs portrettnål) je norské čestné vyznamenání, jež bylo udíleno členkám norské královské rodiny a předním dvorním dámám králem Haakonem VII. Poslední žijící držitelkou řádu je princezna Astrid.

## Historie a pravidla udílení
Udílení odznaků s vyobrazením panovníka má v Evropě hluboké kořeny a jeho počátky se datují do 17. století. Původně byly tyto odznaky udíleny mužům i ženám, ale od 19. století jsou určeny výhradně příslušnicím královských rodin a předním dvorním dámám. Řád vždy nese jméno svého zakladatele, jehož portrét je v medailonu.
V dánsko-norské oblasti měly první řády podobu jehel, broží či medailonů nošených kolem krku. Později byl medailon nošen na stuze uvázané do mašle. První známá ocenění s portrétem panovníka jsou z doby panování krále Frederika III. (1648–1670). Prvním královským řádem v jehož medailonu je vyobrazen nejen panovník, ale i jeho manželka je případ krále Frederika IV. a jeho ženy Anny Žofie. Zachovala se také jehla s portrétem krále Kristiána VI. patřící princezně Šarlotě Amálii (1706–1782).
Královský rodinný řád krále Haakona VII. byl založen roku 1906 králem Haakonem VII. Po smrti panovníka roku 1957 přestalo být vyznamenání udíleno. Královské rodinné řády nejsou zahrnuty do hierarchie norských vyznamenání.

## Popis vyznamenání
Odznak má tvar portrétního medailonu s podobiznou krále Haakona VII. v barevném smaltu. Medailon je zasazen do rámečku zdobeného drahokamy. Odznak se nosí nalevo na hrudi.
Stuha je červená s bílým proužkem lemujícím oba okraje. Bílým proužkem prochází úzký proužek modré barvy. Stuha je uvázaná do mašle.